# Batara bleuâtre
Thamnophilus caerulescens
Espèce
Statut de conservation UICN

 LC  : Préoccupation mineure
Le Batara bleuâtre (Thamnophilus caerulescens) est une espèce de passereau d'Amérique du sud de la famille des Thamnophilidae.

## Sous-espèces
Selon A. Peterson, il en existe 11 sous espèces
- Thamnophilus caerulescens albonotatus Spix 1825
- Thamnophilus caerulescens aspersiventer Orbigny & Lafresnaye 1837
- Thamnophilus caerulescens caerulescens Vieillot 1816
- Thamnophilus caerulescens cearensis (Cory) 1919
- Thamnophilus caerulescens dinellii Berlepsch 1906
- Thamnophilus caerulescens gilvigaster Pelzeln 1868
- Thamnophilus caerulescens melanchrous Sclater,PL & Salvin 1876
- Thamnophilus caerulescens ochraceiventer Snethlage,E 1928
- Thamnophilus caerulescens paraguayensis Hellmayr 1904
- Thamnophilus caerulescens pernambucensis Naumburg 1937
- Thamnophilus caerulescens subandinus Taczanowski 1882